# 제2차 세계 대전 박물관
제2차 세계 대전 박물관(폴란드어: Muzeum II Wojny Światowej)은 폴란드 포모제주 그단스크에 있는 박물관이다. 제2차 세계 대전에 관한 것을 전시한다.